# Замок Порталегри
Замок Порталегри (порт. Castelo de Portalegre) — средневековый замок во фрегезии Се города Порталегри округа Порталегри Португалии. Главной целью строительства замка была защита Алентежу от вторжений со стороны Кастилии.

## История
Название Порталегри, вероятно, происходит от римского Portus Alacer. 
Сведений о времени освоения данного региона крайне мало. По данным местного епископа Амадора Арраиша, в XVI веке еще существовали руины храма, посвященного римскому богу Вакху в том месте, где ныне стоит церковь Святого Христофора, в самой высокой части города, что может указывать некое особое значение деревни в первые века нашей эры.
В начале XX века была высказана гипотеза, что на месте нынешнего Порталегри находился римский город Аммайя или Медобрига, упомянутый в различных исторических источниках, но доказательств этому не найдено, хотя традиционно принято считать, что расположение города на стратегическом направлении с юга на север делало его важным перевалочным пунктом для торговцем со всего полуострова. Вполне вероятно, что в XII веке существовало село в долине к востоку от Серра-да-Пенья. Будучи благодатным (alegre) местом, расположенным среди цветущих холмов и долин, селение процветало и в 1253 году получило статус города.
В ходе Реконкисты король Афонсу III (1248—1279) выдал Порталегри первый фуэрос (1259) и построил первые укрепления, которые, однако, не были завершены. Его сын и преемник король Диниш I (1279—1325) приступил к укреплению поселения в 1290 году, чтобы обезопасить свои земли от вторжений из Кастилии. В это время, как считается, был возведен замок Порталегри. 
В XVI веке замок был перестроен с целью противодействия тяжелой артиллерии.
Однако во время войны за испанское наследство укрепления Порталегри оказались бессильны против вторжения, и город был занят испано-французскими войсками в 1704 году.
В 1801 году Порталегри был завоеван испанцами во время Апельсиновой войны.
Во время Пиренейских войн Порталегри восстал против наполеоновских войск, дислоцированных в регионе в 1808 году под командованием французского генерала Луазона по прозвищу Однорукий.
Между XVII и XVIII веками город процветал, о чем свидетельствует его застройка гражданскими и религиозными зданиями в стиле барокко. Однако расширение города привело к разрушению значительной части крепостных стен. 
Указом 29 июня 1922 года замок Порталегри был объявлен национальным памятником. В 1960-х годах начались реставрационный работы. В 1999 году крепостные укрепления Порталегри стали главным экспонатом музея.

## Архитектура
Замок имеет форму неправильного восьмиугольника и расположен в восточной части Старого города. Помимо замка, сохранилась часть стены, защищающая главные ворота. Замок имеет два этажа, разделенных сводчатыми потолками. 
Первоначально крепостные стены имели двенадцать башен и семь ворот (do Postigo, de Alegrete, de Elvas, da Devesa, do Espírito Santo, do Bispo, de São Francisco), из которых на сегодня сохранились только три — Porta de Alegrete, Porta do Crato и Porta da Devesa. 
Усиление крепости в середине XVII века привело к постройке трех фортов — Сан-Кристован, Сан-Педру и Боавишта, — на фундаменте средневековых стен, что придало крепостным сооружениям популярную в то время форму звезды.